# Веруламий

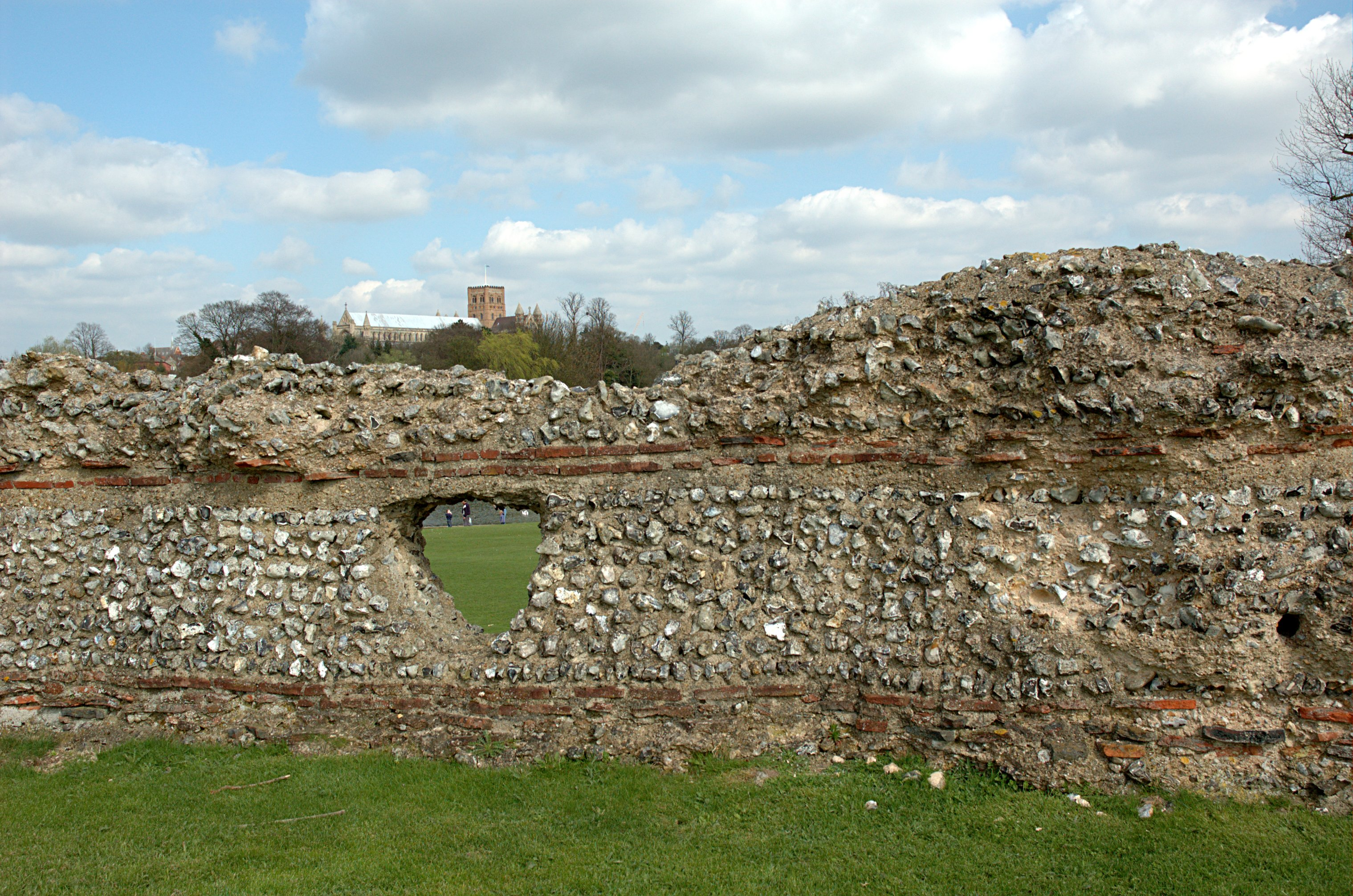
Руины римской городской стены Веруламия.

Верула́мий, а также: Верула́ниум, Верула́миум, Верула́нум, часто сокращается Ве́рулам (англ. Verulamium, другие написания: англ. Verulanium, Verulanum, лат. Verolamium — Верлами) — исторический город в Британии, нынешний Сент-Олбанс (англ. St. Albans).
Верлами основан каттувелавнами, и впоследствии стал значительным древнеримским муниципием, но подвергся разрушению при одном восстании (бунте) британцев, и подобно другим населенным местам страны, был театром резни, происходившей вследствие восстания жителей под предводительством Боадицеи.

## История
Кельтское поселение железного века на реке Вер, известное по первым историческим записям как Верламион — «селение над болотом». Поселение это было основано около 20 года до н. э. Таскиованом (Tasciovanus), вождём (королём) племени катувеллаунов (что, вероятно, означает «смелые воины» или «командиры битвы»). Верламион служил им столицей, где также чеканилась монета.
После римского завоевания Британии в 43 году н. э. город от захватчиков получил название Веруламиум или Веруланум (по-русски иногда называется Веруламий). Около 50 года н. э. это поселение получило ранг муниципиума (municipium), означавший, что каждый его житель получает все права римского гражданина. Он стал крупнейшим городом Римской Британии, пока не был разрушен Боудиккой в 60 или 61 году.
Вскоре город был отстроен заново и был обнесён городской стеной в 275 году.
Римляне покинули город и Британию в 410 году. Некоторое время город был известен под саксонским именем Верламчестер (англ. Verlamchester), пока не получил название Сент-Олбанс в честь первого христианского великомученика в Британии Святого Албана.